# Ojo de Agua del Carrizo
Ojo de Agua del Carrizo är en ort i Mexiko.   Den ligger i kommunen San Felipe och delstaten Guanajuato, i den centrala delen av landet, 300 km nordväst om huvudstaden Mexico City. Ojo de Agua del Carrizo ligger 2 146 meter över havet och antalet invånare är 183.
Terrängen runt Ojo de Agua del Carrizo är kuperad åt nordväst, men åt sydost är den platt. Runt Ojo de Agua del Carrizo är det ganska glesbefolkat, med 31 invånare per kvadratkilometer. Närmaste större samhälle är San Felipe, 12,6 km sydost om Ojo de Agua del Carrizo. Omgivningarna runt Ojo de Agua del Carrizo är i huvudsak ett öppet busklandskap.